# Sterben mit Revanche
Sterben mit Revanche (Originaltitel: Qisas almadan ölmə), russisch Смерть с удвоенной силой, englisch Death with Vengeance ist ein 2014 gedrehter Film des Regisseurs Oktay Mir-Qasim. Der Film wurde bei seiner Erstvorführung noch unter dem Titel To Die Avenged: The Letters from the Past präsentiert.

## Handlung
Der Film spielt zunächst zu Anfang des Zweiten Weltkriegs in der Gemeinde Elendorf in Aserbaidschan, als auf Anordnung Stalins Angehörige der deutschen Minderheit, Nachkommen der im 19. Jahrhundert im Kaukasus angesiedelten deutschen Kolonisten, deportiert werden sollen. Das Schicksal der Deportierten wird im Film am Beispiel von Günther dargestellt, der im Exil altert, aber den Wunsch hat, in sein geliebtes Aserbaidschan zurückzukehren.

## Produktion und Veröffentlichung
Sterben mit Revanche war der letzte Spielfilm von Oktay Mir-Qasim (* 1943), für den er auch das Drehbuch geschrieben hat und an dessen Produktion er beteiligt war, danach folgten nur noch zwei Dokumentarfilme. Er wurde von Aserbaidschanfilm produziert. Die Vorbereitungen zum Film dauerten insgesamt drei Jahre. Der Film wurde vom 30. März 2011 bis zum 15. Oktober 2012 in Aserbaidschan, Georgien und in Deutschland in der Kleinstadt Buckow in Brandenburg gedreht. Mir-Qasim selbst spielt die Rolle von Günthers Großvater, der 1941 Elendorf auf einem Pferdefuhrwerk verlässt. Die Musik des Films wurde von Elmar Fel, einem in Israel lebenden Komponisten und Jazzpianisten, komponiert.
Die Premiere des Films fand am 18. Februar 2014 in Baku statt. Die israelische Premiere fand 2015 im Kulturzentrum der Israelisch-Aserbaidschanischen Internationalen Assoziation „AzIz“ in Israel statt. Die deutsche Premiere war am 24. Januar 2015 in einem Kino in Berlin.

## Auszeichnungen
2015 erhielt der Film den Hauptpreis beim zehnten Internationalen Filmfestival des Heiligen Andreas in Tiflis.
Beim Internationalen Filmfestival von Kasan wurde der Film in der Kategorie „Beste Regiearbeit eines Spielfilms“ ausgezeichnet.